# Kamen Rider Ryuki
Kamen Rider Ryuki (jap. 仮面ライダー龍騎 Kamen Raidā Ryūki) – japoński serial tokusatsu, dwunasta odsłona serii Kamen Rider. Powstał przy współpracy Ishimori Productions oraz Toei Company. Emitowany był na kanale TV Asahi od 3 lutego 2002 do 19 stycznia 2003 roku, liczył 50 odcinków. W 2009 roku została stworzona amerykańska adaptacja serialu zatytułowana Kamen Rider: Dragon Knight.
Sloganem serii jest "Niewalczący nie przetrwają!!" (jap. 戦わなければ、生き残れない!! Tatakawanakereba, ikinokorenai!!).

## Opis fabuły
W równoległym i symetrycznym do naszego świata Świecie Luster panuje wojna, w której udział bierze 13 Kamen Riderów. Ten Rider, który pokona pozostałą dwunastkę, wygra wojnę i otrzyma prawo do spełnienia swojego jednego życzenia. W całym Tokio zaczynają znikać ludzie. Młody fotoreporter z gazety ORE Journal Shinji Kido odnalazł w mieszkaniu jednej z ofiar przedmiot zwany Talią Adwentu. Gdy ją podniósł został wchłonięty do Świata Luster i odkrył całą prawdę o zniknięciach – były za to odpowiedzialne potwory z tamtego świata, które następnie pożerały swe ofiary. Kido zostaje zaatakowany przez ogromnego smoka zwanego Dragrederem, ale z opresji wybawia go Ren Akiyama – Kamen Rider Knight, którzy za wszelką cenę chce wygrać wojnę by uratować swą dziewczynę. Renowi pomaga pewna dziewczyna o nazwisku Yui Kanzaki. Poszukuje ona swojego zaginionego brata, który, jak się okazuje, jest organizatorem wojny. Shinji widząc moc Rena zawiązuje kontrakt z Dragrederem i staje się tytułowym Ryukim. Jego cel to ochrona ludzi przed potworami i zatrzymanie wojny wraz z Renem, którego chce odwieść od złudnej żądzy zwycięstwa.

## Bohaterowie

### Główni Riderzy
- Shinji Kido (jap. 城戸 真司 Kido Shinji) / Kamen Rider Ryuki (jap. 仮面ライダー龍騎 Kamen Raidā Ryūki)
- Ren Akiyama (jap. 秋山 蓮 Akiyama Ren) / Kamen Rider Knight (jap. 仮面ライダーナイト Kamen Raidā Naito)
- Shūichi Kitaoka (jap. 北岡 秀一 Kitaoka Shūichi) / Kamen Rider Zolda (jap. 仮面ライダーゾルダ Kamen Raidā Zoruda)
- Takeshi Asakura (jap. 浅倉 威 Asakura Takeshi) / Kamen Rider Ouja (jap. 仮面ライダー王蛇 Kamen Raidā Ōja)

### Riderzy poboczni
- Masashi Sudō (jap. 須藤 雅史 Sudō Masashi) / Kamen Rider Scissors (jap. 仮面ライダーシザース Kamen Raidā Shizāsu) - trzeci Rider, który pojawił się w serialu. Sudō jest przestępcą, który pod przykrywką bycia detektywem tuszuje swoje niecne czyny i pozbywa się ich świadków. Miał wspólnika - antykwariusza Tomoyukiego Kagę, którego zabił i zamurował jego ciało w ścianę sklepu po tym, kiedy ten chciał otrzymać większą część łupu. Wtedy przybył do niego Shirō Kanzaki i dał mu Talię Adwentu, co spowodowało dołączenie Sudō do wojny. Kiedy zawiązał kontrakt z potworem przypominającym kraba - Volcancerem, stał się Scissorsem i dla nakarmienia swego monstrum ofiarował mu żywych ludzi, którzy przechodzili lub przebywali koło antykwariatu. Przed serią pojedynkował się raz z Knightem, jednak obydwaj nie znali swych prawdziwych postaci. Prowadząca śledztwo Reiko natrafiła na trop zaginionych ludzi w antykwariacie Kagi, gdzie została zaatakowana przez zamaskowanego Sudō, który później odwiózł ją do szpitala. Shinji spotkał się z Sudō i dał mu swą wizytówkę, tym samym stając się jego celem. Ren odkrywa ciało Kagi i dowiaduje się, że to Sudō jest Scissorsem. Tym samym jego przestępstwa wyszły na jaw. Ren i Sudō stają do walki, którą pozornie wygrywa Scissors, jednak na jego nieszczęście Knight zniszczył mu Talię Adwentu, co spowodowało, że kontrakt między nim a Volcancerem został zerwany. Tym samym Shinji i Ren są świadkiem śmierci Sudō, który zostaje pożarty przez Volcancera. Postać ta występuje w odcinkach 5-6.

- Miyuki Tezuka (jap. 手塚 海之 Tezuka Miyuki) / Kamen Rider Raia (jap. 仮面ライダーライア Kamen Raidā Raia) - piąty Rider, który pojawił się w serialu. Tezuka jest wróżbitą wierzącym w niezmienność przeznaczenia a przy tym bardzo honorową osobą. Podobnie jak Shinji dąży do przerwania Wojny Riderów. Tak naprawdę nie miał on zostać Raią, Talię Adwentu przejął po swym koledze-pianiście Yūichim Saitō, który otrzymał ją od Shirō Kanzakiego, jednak zdecydował, że nie będzie zabijać innych ludzi po to by odzyskać zdrowe palce do grania. Saitō zostaje zabity przez Lustrzanego Potwora, zaś Tezuka postanawia go pomścić, tworzy kontrakt z potworem-płaszczką Evildiverem i staje się Raią. Jego głównym przeciwnikiem staje się Takeshi Asakura, który w przeszłości był winny kalectwa Saitō. Kiedy Tezuka pierwszy raz spotkał Rena powiedział mu, że jego następnym przeciwnikiem będzie on sam. Podczas walki pokonuje Knighta, jednak jest pod wrażeniem jego determinacji. Tezuka odkrywa wahania Rena przed zabijaniem innych i przez nie nie mógłby on wygrać wojny. Zaprzyjaźnia się z Shinjim i Renem, ratuje ich od Gaia i wraz z nimi jest świadkiem jego śmierci przez Ouję. Kiedy jeszcze raz postanowił przepowiedzieć przyszłość okazało się, że następną ofiarą wojny będzie Ryuki, jednak mówi Shinjiemu, że to on sam ma zginąć. Tezuka otrzymuje kartę Survive od Kanzakiego, jednak oddaje ją Renowi. Kiedy Ouja rozpoczął śmiertelny atak na Ryukiego, Raia odepchnął go i przyjął cios. Ranny Tezuka wraca do świata realnego, gdzie mówi Shinjiemu o swej przepowiedni i umiera na rękach jego i Yui. Postać ta występuje w odcinkach 13-24.

- Jun Shibaura (jap. 芝浦 淳 Shibaura Jun) / Kamen Rider Gai (jap. 仮面ライダーガイ Kamen Raidā Gai) - szósty Rider, który pojawił się w serialu. Shibaura to 21-letni syn właściciela korporacji i student trzeciego roku na uniwersytecie Meirin, świetnie obeznany w komputerach i programowaniu. Z charakteru jest bardzo arogancki i lubi traktować ludzi jak zabawki. Shibaura stał bezpośrednio za tajemniczymi zgonami jego kolegów z uniwersyteckiego klubu graczy komputerowych, którzy walczyli przeciwko sobie na wirtualnej arenie zabijając siebie nawzajem. Chłopak żywił do nich urazę, jako że znęcali się nad nim za bycie lepszym od nich i spoglądał na ich boje z ukrycia. Jego prawdziwe zamiary zostały odkryte przez Shinjiego. Po wspólnej przemianie i pokonaniu potwora Shibaura zaatakował Kido i zabrał mu kartę Dragredera. Następnie zainfekował wirusem komputery ORE Journal i wysyłał im pogróżki, co doprowadziło do tego, że stał się jej szefem, jednak po wpuszczeniu wirusa autorstwa Shimady został wyrzucony. Po odzyskaniu przez Tezukę karty Dragredera Shibaurę zatrzymała policja. Był świadom prawdziwych tożsamości Riderów oraz zbrodniczej natury Asakury. Porwał Yui by wywołać konflikt między Ryukim, Knightem i Raią, jednak na polu walki znaleźli się też Zolda i Ouja. Podczas walki Asakura zasłania się Shibaurą przed ostatecznym atakiem Kitaoki, a następnie zabija go sam przejmując jego Bestię Kontraktową - humanoidalnego nosorożca Metalgelasa. Postać ta występuje w odcinkach 15-19.

- Satoru Tōjō (jap. 東條 悟 Tōjō Satoru) / Kamen Rider Tiger (jap. 仮面ライダータイガ Kamen Raidā Taiga) - dziewiąty Rider, który pojawił się w serialu. Tōjō jest studentem Kagawy chcącym stać się bohaterem, jednak jest żądnym krwi odludkiem i ma wypaczone poczucie moralności. Uważa, że dobro jest celem najwyższym i by je osiągnąć dozwolone jest nawet pozbawianie życia innych ludzi. Choć szanuje Kagawę i przejmuje jego poglądy to większość działań Tōjō jest wbrew im z uwagi na jego krwiożerczy charakter. Gdy został Tigerem ujawnił to Kagawie, zaś ten wraz z nim i Nakamurą na podstawie systemu Tōjō stworzył dwa systemy Alternatywów. Trójka postawiła sobie za cel zamknąć dostęp do Świata Luster. Aby ukryć tożsamość Tōjō Kagawa zrobił dwie fałszywe repliki jego Talii Adwentu. Jego tożsamość została odkryta gdy Shinji odnalazł jego notatki o Świecie Luster i zobaczył jego przemianę w Tigera. Doszedł on wtedy do wniosku, że także Kagawa bada Świat Luster i znudzony Wojną chciał się przyłączyć do niego, jednak jego wierność musiałaby być sprawdzona. Tōjō miał zamiar zabić Yui, jednak został powstrzymany, zaś kiedy przychodzi do Atora Shinji zadaje mu pytanie o ratowaniu życia ludzi, które zadał mu wcześniej Kagawa. Tōjō mówi mu, że jednak nie powinien się tym zajmować. Shinji odkrywa zainteresowanie Tōjō Yui i podejrzewa, że to on mógł ją zaatakować. W międzyczasie Tōjō zabił Nakamurę, co wyjaśnił jego planami odnośnie do Yui, oraz samego Kagawę. Ponadto zaprzyjaźnia się z Sano, którego potem decyduje się zabić. Podczas walki Zoldy, Knighta i Oujy Tōjō niszczy samochód Kitaoki, co powoduje ich uwięzienie w Świecie Luster, jednak sam zostaje następnie pokonany przez Ouję, jednak udaje mu się ujść z życiem. Będąc pokonanym i zdezorientowanym w określaniu dobra zostaje sam. Tōjō ostatecznie umiera ratując chłopca przed pędzącą ciężarówką, przez co gazety okrzyknęły go bohaterem. Postać ta występuje w odcinkach 33-46.

- Mitsuru Sano (jap. 佐野 満 Sano Mitsuru) / Kamen Rider Imperer (jap. 仮面ライダーインペラー Kamen Raidā Inperā) - dziesiąty i ostatni Rider, który pojawia się w serialu. Sano jest synem właściciela potężnej korporacji, jednak ojciec kazał mu podjąć się zwykłej pracy by chłopak poznał trudy życia i przestał czuć się rozpieszczonym. Sano wierzy, że podstawowe wartości takie jak miłość i przyjaźń można kupić, zaś do wojny dołączył by stać się bogatym i wieść spokojne życie. Taktyką Sano było sprzedawanie swych zdolności innym Riderom. Na początku próbował tak zrobić z Shinjim i Renem, jednak ten ostatni przejrzał jego zamiary i odmówił mu. Następnie odmówili mu Kitaoka i Asakura, aż w końcu został przyjęty przez Kagawę jako pomocnik Tōjō, gdyż Kagawa sądził, że jego podopieczny nie rozumie jego zamiarów do końca. Kiedy ojciec Sano zmarł, chłopak odziedziczył firmę i chciał odejść od wojny, jednak Kanzaki przypomniał mu, że jeśli to zrobi, to jego Bestie Kontraktowe - Zelle porwą go i pożrą. Sano odwrócił swą taktykę w drugim kierunku i teraz sam próbował wykupywać innych Riderów do pomocy jemu. W przypadku Shinjiego i Rena spotkał się od razu z odmową, zaś Kitaoka okazał się w końcu nieodpowiednim. Kiedy Kagawa został zabity przez Tōjō, Sano pozostał przyjacielem Tigera oferując mu mieszkanie. Jednak ostatecznie Tōjō go zdradził i zaatakował podczas walki. Choć Sano przeżył, to jego Talia Adwentu została zniszczona przez Asakurę. Ostatecznie pozbawiony zdolności ucieczki ze Świata Luster Sano wyparowuje błagając o pomoc. Postać ta występuje w odcinkach 40-44.

- Kamen Rider Odin (jap. 仮面ライダーオーディン Kamen Raidā Ōdin) - ósmy Rider, który pojawił się w serialu. Odin jest osobistym reprezentantem i bezmyślną marionetką Shirō Kanzakiego, który ze względu na bycie organizatorem Wojny Riderów nie może sam w niej uczestniczyć. Jest potężniejszy od pozostałych Riderów - może z łatwością pokonać każdego z nich w walce, a także umie się teleportować. Deklaruje siebie samego jako Ostatniego Ridera, który będzie stanowił przeszkodę dla tego, kto pokona pozostałą jedenastkę. Tak naprawdę Odin, który pojawił się w serialu był trzema osobnymi postaciami. Pierwszym Odinem był bezdomny mężczyzna, który został wciągnięty do Wojny przez Kanzakiego, a następnie pozbawiony przez niego myśli i własnej woli. Pojawił się pierwszy raz objawiając się walczącym ze sobą czterem głównym Riderom, a następnie użył karty Time Vent by naprawić błędy w przeszłości przypominając ostatnie 6 miesięcy akcji serialu. Kiedy Eri Ogawa odzyskała przytomność, a Ren pozostał bez celu, Kanzaki nasyła na niego Odina zmuszając go do walki. Knight ostatecznie pokonuje przeciwnika przed zabijającym ciosem niszcząc mu Talię Adwentu. Drugi Odin został wysłany przez Kanzakiego 3 dni przed 20-tymi urodzinami Yui aby powstrzymał Shinjiego od zakończenia Wojny, jednak Shinji i Ren niszczą go wspólnymi siłami. Ostatni, trzeci Odin pojawia się przed Renem w ostatnim odcinku po śmierci Shinjiego oznajmiając, że Ren pozostał ostatnim Riderem na Wojnie. Wtedy odkrywa, że Odin nie ma ciała, a Kanzaki może go wskrzeszać dowolną ilość razy. Odin używa Final Venta przeciw Knightowi w Formie Przetrwania, jednak rozpada się kiedy Kanzaki pojmuje w końcu, że jeśli wskrzesiłby Yui, ona nie mogłaby znieść takiego życia, Postać ta pojawia się w odcinkach 27-28, 35 oraz 48-50.

### Alternatywy
- Hajime Nakamura (jap. 仲村 創 Nakamura Hajime) / Alternative (jap. オルタナティブ Orutanatibu)
- Hideyuki Kagawa (jap. 香川 英行 Kagawa Hideyuki) / Alternative Zero (jap. オルタナティブ・ゼロ Orutanatibu Zero)

### Riderzy spoza serialu
- Miho Kirishima (jap. 霧島 美穂 Kirishima Miho) / Kamen Rider Femme (jap. 仮面ライダーファム Kamen Raidā Famu)
- Kamen Rider Ryuga (jap. 仮面ライダーリュウガ Kamen Raidā Ryūga)
- Itsurō Takamizawa (jap. 高見沢 逸郎 Takamizawa Itsurō) / Kamen Rider Verde (jap. 仮面ライダーベルデ Kamen Raidā Berude)

### Inne postacie
- Yui Kanzaki (jap. 神崎 優衣 Kanzaki Yui) - główna postać kobieca, towarzyszka Shinjiego i Rena. Yui ma 19 lat, pracuje i mieszka wraz ze swą ciocią w herbaciarni Atora. Jako pierwsza dowiedziała się o Wojnie Riderów i przyłączyła się do Rena aby ustalić, co stało się z jej bratem Shirō, od którego została rozdzielona w dzieciństwie po tajemniczym wypadku w ich domu. Yui jest opiekuńczą osobą, lecz czasem przez to niektórzy samolubni Riderzy starają się ją wykorzystać do wygranej w wojnie. Mimo to, Yui jest zdecydowaną przeciwniczką wojny i, podobnie jak Shinji, dąży do jej przerwania. Sama nie wie jednak, że jest jej pośrednią współtwórczynią, ponieważ to również ona tworzyła potwory ze Świata Luster i może je kontrolować. Często próbuje powstrzymać Rena i Shinjiego przed walką przeciwko sobie. Yui nie zna całej prawdy o sobie i nie wie, że jest jedynie lustrzaną kopią prawdziwej Yui. Zanim doszło do wypadku w domu Kanzakich, prawdziwa Yui umarła, a zaraz po tym z lustra wyszła jej kopia, która weszła do ciała Yui i ją wskrzesiła. Połączenie się dwóch Yui było prawdziwą przyczyną wypadku. Przed przejściem do świata rzeczywistego lustrzana Yui powiedziała Shirō, że mimo że połączy się ze swoim oryginałem, to Yui zniknie, kiedy nadejdzie dzień jej 20. urodzin. Od tamtej pory Yui, zgodnie z decyzją rodziny, trafiła pod opiekę swej ciotki. Wszystkie szkła i lustra w jej dawnym domu zostały okryte gazetami i rysunkami, aby potwory nie mogły się z nich wydostać. Aby odkryć prawdę o bracie przyłącza się do Rena, a także odwiedza Hajimego Nakamurę- jedną z kilku osób, które przeżyły wypadek w sali 401 Uniwersytetu Seiinen, jednak mimo to nie otrzymuje zbyt wiele informacji. Okazuje się niedługo potem, że prawdziwym celem Wojny Riderów jest utrzymanie Yui przy życiu. Mimo to, Yui postanawia jeszcze raz powstrzymać Shirō od pokonania ostatniego Ridera przy życiu. W końcu Shirō postanawia spełnić jej prośbę. Dzięki temu Knight wygrywa wojnę, zaś Yui i Shirō znikają do Świata Luster i stamtąd wskrzeszają wszystkich Riderów, Gorō i Alternatywy oraz wymazują im pamięć. Okazuje się też, że w herbaciarni Atora znika zdjęcie dorosłych Shirō i Yui, a pojawia się zdjęcie ich jako dzieci, co jest ostatecznym dowodem na to, że Yui przestała istnieć.

- Sanako Kanzaki (jap. 神崎 沙奈子 Kanzaki Sanako) - ciotka Yui i Shirō, właścicielka herbaciarni Atora. Po wypadku w domu Kanzakich zaopiekowała się Yui. Lubi podróżować. Uważa siebie za mądrą kobietę posiadającą nieomylną intuicję. Od początku nie przepada za Renem, ale lubi Shinjiego. Z czasem obydwu zaczyna traktować przyjacielsko, kiedy to dała im pokój do mieszkania w zamian za pomoc w pracy. Sanako nie jest do końca świadoma tego, co stało się z jej bratanicą podczas wypadku w jej domu, a także nie wie nic o Wojnie Riderów.

- Shirō Kanzaki (jap. 神崎 士郎 Kanzaki Shirō) - starszy brat Yui, główny antagonista serialu będący genialnym naukowcem, który jest organizatorem Wojny Riderów. Po wypadku w ich dawnym domu rodzeństwo zgodnie z wolą rodziny zostało rozdzielone. Shirō wyjechał z wujkiem do USA, a Yui pozostała w Japonii wraz z ciotką. Shirō był jedyną osobą, która znała prawdę o Yui, toteż prowadził badania nad Światem Luster, które w konsekwencji doprowadziły do powstania systemów Riderów, Lustrzanych Potworów, a także tragedii w sali 401 Uniwersytetu Seiinen. Jest on jedyną osobą prócz Yui, która może przemieszczać się do Świata Luster bez przemiany w Ridera. Jako organizator wojny, sam Kanzaki również w niej uczestniczy, jednak z racji swej pozycji ma swojego pachołka - Kamen Ridera Odina. Jego życzeniem jest całkowite przywrócenie Yui do życia tak, aby jej kopia ze Świata Luster stała się realną Yui zanim ta skończy 20 lat. Jest to także prawdziwy cel tej wojny, gdyż ostatni Rider ma zostać zniszczony przez Odina, dzięki czemu Kanzaki ją wygra. Prawda jest taka, że Shirō zmarł w Stanach, zaś odrodził się w ten sam sposób, co jego siostra. Mimo to, kiedy Yui odkrywa prawdę o sobie i zaczyna znikać prosi brata, aby zakończył wojnę i pozwolił jej odejść do Świata Luster. Kanzaki z bólem zaniechał swojego celu. Ostatecznie kiedy Odin zostaje pokonany przez Knighta, Kanzaki wskrzesza wszystkich Riderów, Alternatywy i Gorō i wymazuje im pamięć o wojnie, zaś sam trafia do Świata Luster wraz z Yui i tak spotykają swoje dziecięce postaci.

- Daisuke Ōkubo (jap. 大久保 大介 Ōkubo Daisuke) - 36-letni redaktor naczelny gazety o zagadkowych sprawach ORE Journal, szef Shinjiego, Reiko i Nanako, który swych pracowników traktuje jak swoją rodzinę lub przyjaciół aniżeli podwładnych. Zwykle myśli poprawnie i jego wskazówki ułatwiają pracę Shinjiemu, jednak ma też tendencję do pochopnych wniosków, tak jak wtedy, gdy Shinji został aresztowany. Zwykle przebywa w biurze, jednak gdy przebywa w restauracji którą terroryzuje zbiegły Takeshi Asakura i staje się jednym z zakładników. Od tej pory ze strachu nie wychodzi z siedziby gazety. Gdy Nanako publikuje w sieci zdjęcie Lustrzanego Potwora, gazeta stopniowo zaczyna tracić prenumeratorów i tonie w długach, jednak Ōkubo udaje się zażegnać problem, a siedziba zostaje przeniesiona do kawiarni Atola. Ōkubo rozpoczyna śledztwo w sprawie Shirō Kanzakiego, dowiaduje się od Reiko, że Shinji jest Ryukim i przez to gazecie udaje się rozwiązać sprawę Lustrzanych Potworów.

- Reiko Momoi (jap. 桃井 令子 Momoi Reiko) - reporterka ORE Journal, praktycznie jedyna poważna osoba w niej pracująca. Jej celem jest odkrycie przyczyn tajemniczych zniknięć ludzi, co później okazuje się być związane z Lustrzanymi Potworami. Do pomocy Reiko w śledztwie został przydzielony Shinji, któremu nakazała znaleźć poszlaki łączące kilka zniknięć. Niedługo potem sama znalazła się na celowniku potworów, od których uratował ją Shinji. Reiko stała się obiektem fascynacji Kitaoki, jednak sama nie darzy go niczym prócz niechęcią. Pewnego razu kiedy miała jechać prowadzić śledztwo zastanawiała się, czemu nie ma przy niej Shinjiego i po ponownym spotkaniu próbuje dowiedzieć się od niego, co robił. Powoli Reiko odkrywa, że zniknięcia mają związek z incydentem w sali 401 Uniwersytetu Seiinen, a konkretniej z osobnikiem o nazwisku Shirō Kanzaki, który, jak się później okazało zmarł w Ameryce jakiś czas przed tamtym wypadkiem. W przedostatnim odcinku Reiko odkrywa, że Shinji jest Ryukim.

- Nanako Shimada (jap. 島田 奈々子 Shimada Nanako) - dość infantylna i nieco aspołeczna informatyczka i redaktorka strony internetowej ORE Journal. Uwielbia komputery i raczej woli ich towarzystwo aniżeli towarzystwo ludzi. Jest zauroczona w Shinjim. Ma pewne dziecinne nawyki np. nadaje imiona komputerom, odgrywa ich "uczucia", chodzi do lunaparku z olbrzymią pluszową lalką, z którą została kiedyś porwana, a za głównego podejrzanego wzięto Shinjiego. Kiedy Shibaura zostaje szefem ORE Journal, Shimada planuje na nim słodką zemstę za nazwanie jej "informatykiem drugiej kategorii". Pomimo początkowych animozji zaprzyjaźnia się z Megumi Asano. Kiedy zbierała zdjęcia do gazety przypadkowo sfotografowała szybę, w której siedział Lustrzany potwór, co doprowadziło do rychłej publikacji tego zdjęcia, nabrania przez Reiko nowych podejrzeń oraz stopniowej utraty prenumeratorów.

- Gorō Yura (jap. 由良 吾郎 Yura Gorō) - 25-letni lojalny służący, sekretarz i ochroniarz Kitaoki, świadomy tego, że jego szef jest Riderem. Stara mu się pomóc w walce ile może, jednak nie jest ślepo zapatrzony w swego szefa i nie robiłby rzeczy niepoprawnych moralnie. Jest bardzo dobrym kucharzem a także świetnie umie walczyć, co raz spowodowało, że Shinji mylnie uznał go za Ridera. Gorō to zreformowany gangster, którego Kitaoka kiedyś bronił. Stał się jego pomocnikiem po skończeniu sprawy, kiedy to w międzyczasie okazało się, że lekarze nie w porę zdiagnozowali u adwokata nieuleczalną chorobę. Gorō uznał, że to jego wina i postanowił być przy Kitaoce aż do jego śmierci. Z racji konfliktu między swym szefem a Asakurą, Gorō czasem staje do walki przeciw niemu, jednak Kitaoka mówi mu zawsze, że on sam powinien załatwić swą sprawę nie obciążając go przy tym. Lubi Shinjiego, wie o tym, że nie zamierza on atakować Kitaoki. W ostatnim odcinku, kiedy Kitaoka zmarł, Gorō postanowił zastąpić go jako Zoldę i raz na zawsze rozprawić się z Asakurą, jednak podczas walki zostaje przez niego zabity. Kiedy Ren wygrywa wojnę, Kanzaki wskrzesza wszystkich Riderów oraz Gorō i wymazuje im z pamięci wojnę.

- Eri Ogawa (jap. 小川 恵里 Ogawa Eri) - narzeczona Rena, należała do grupy studentów pracujących przy profesorze Ejimie w sali 401 wraz z Shirō Kanzakim. W sierpniu 2001 roku Kanzaki bez jej zgody przeprowadził na niej eksperyment związany z Lustrzanymi Potworami. Kiedy z lustra w sali wydostał się potwór zwany Darkwingiem, Eri została przez niego zaatakowana i przeszła w stan śpiączki. Przybyły na miejsce Ren otrzymał od Kanzakiego Talię Adwentu i zgodził się przystąpić do Wojny Riderów, przy okazji zawiązując kontrakt z Darkwingiem. Celem chłopaka jest wybudzić Eri ze śpiączki, co w końcu następuje, zaś Ren zostaje na wojnie bez swojego celu.

- Megumi Asano (jap. 浅野 めぐみ Asano Megumi) - była sekretarka Kitaoki, która ponownie zjawiła się w jego życiu twierdząc, że byli zaręczeni i chce wziąć z nim ślub, ponieważ też jest chora na nieuleczalną chorobę. W rzeczywistości były to kłamstwa. Megumi ma silna osobowość i dużą siłę fizyczną, jednak jest nieco dziecinna, niezdarna i głupia. Została przyjęta do ORE Journal przez Ōkubo ku początkowej niechęci Shinjiego i Shimady. Zawsze marzyła o zostaniu dziennikarką, jednak przez swą niezdarność przypadkiem wybrała inny kierunek. Zauważyła przypadkiem, jak Shinji wychodził z lustra, jednak obiecała mu, że nie zdradzi jego sekretu. Po pewnym czasie zaprzyjaźniła się z Shimadą i zaczęły we dwójkę nachodzić Kitaokę.

## Obsada
- Shinji Kido/Kamen Rider Ryuki: Takamasa Suga
- Ren Akiyama/Kamen Rider Knight: Satoshi Matsuda
- Yui Kanzaki: Ayano Sugiyama
- Sanako Kanzaki: Kazue Tsunogae
- Shirō Kanzaki: Kenzaburou Kikuchi
- Shuichi Kitaoka/Kamen Rider Zolda: Ryōhei Odai
- Gorō Yura: Tomohisa Yuge (także Masato Mishima w Kamen Rider Kabuto)
- Takeshi Asakura/Kamen Rider Ouja: Takashi Hagino (także Akira Suzumura/Changerion)
- Daisuke Ōkubo: Kanji Tsuda
- Reiko Momoi: Sayaka Kuon
- Nanako Shimada: Hitomi Kurihara (także Smart Lady w Kamen Rider 555)
- Megumi Asano: Chisato Morishita
- Masashi Sudo/Kamen Rider Scissors: Takeshi Kimura
- Miyuki Tezuka/Kamen Rider Raia: Hassei Takano (także Hayato Ichimonji w Kamen Rider: The First)
- Jun Shibaura/Kamen Rider Gai: Satoshi Ichijō
- Satoru Tōjō/Kamen Rider Tiger: Jun Takatsuki
- Mitsuru Sano/Kamen Rider Impaler: Takashi Hyūga
- Hideyuki Kagawa: Satoshi Jinbo
- Hajime Nakamura: Jun'ichi Mizuno

## Muzyka
Czołówka
- "Alive A life" ("Przeżyj życie")

Słowa: Yūko Ebine
Kompozycja: Kōhei Wada
Aranżacja: Kōhei Wada i Kazuya Honda
Wykonanie: Rica Matsumoto
Tyłówki
- "Hatenaki Inochi" (jap. 果てなき希望（いのち）; "Życie bez końca")
  - Słowa: Shin'ichirō Aoyama
  - Kompozycja: Yō Tsuji
  - Aranżacja: Masatoshi Sakishita
  - Wykonanie: Hiroshi Kitadani
  - Odcinki: 1-17, 19-33
- "Hateshinai Honō no Naka e" (jap. 果てしない炎の中ヘ; "W wiecznym ogniu")
  - Słowa: Keiko Terada i Yoshihiko Andō
  - Kompozycja: Yoshio Nomura
  - Aranżacja: RIDER CHIPS
  - Artist: RIDER CHIPS i Keiko Terada
  - Odcinki: 18
- "Revolution" ("Rewolucja")
  - Słowa: Yūko Ebine
  - Kompozycja i aranżacja: Mikio Sakai
  - Wykonanie: Hiroshi Kitadani
  - Odcinki: 34-37, 39-50, odcinek specjalny
- "Lonely Soldier" ("Samotny żołnierz")
  - Słowa: Yūko Ebine
  - Kompozycja: Yō Tsuji
  - Aranżacja: Akio Kondō
  - Wykonanie: Satoshi Matsuda
  - Odcinki: 38